# David Monroe

Wappen von David Monroe

David John James Monroe (* 14. April 1941 in Vancouver, British Columbia, Kanada) ist ein kanadischer Geistlicher und emeritierter römisch-katholischer Bischof von Kamloops.

## Leben
David Monroe empfing am 20. Mai 1967 das Sakrament der Priesterweihe für das Erzbistum Vancouver.
Am 5. Januar 2002 ernannte ihn Papst Johannes Paul II. zum Bischof von Kamloops. Der Erzbischof von Vancouver, Adam Joseph Exner OMI, spendete ihm am 12. März desselben Jahres die Bischofsweihe; Mitkonsekratoren waren der Bischof von Victoria, Raymond Roussin SM, und der Erzbischof von Regina, Peter Joseph Mallon. Die Amtseinführung erfolgte am 18. März 2002.
Papst Franziskus nahm am 1. Juni 2016 seinen altersbedingten Rücktritt an.